# Cooley Distillery
Die Cooley Distillery galt bis Dezember 2011 als die einzige unabhängige Whiskey-Brennerei Irlands. Sie wurde 1987 von John Teeling im Dundalker Ortsteil Riverstown gegründet.

## Geschichte
John Teeling kaufte eine ehemalige staatliche Kartoffelschnaps-Brennerei auf der Halbinsel Cooley an der Ostküste Irlands. Diese wurde in weniger als zwei Jahren in eine Brennerei mit zwei Destillen umgewandelt – eine Destille nach dem Pot-Still-Verfahren, die andere nach dem Patent-Still-Verfahren.
1988 führte Willie McCarter, ein Studienkollege Teelings in Harvard, seine Andrew A. Watt Distillery (gegründet 1762, County Derry, Nordirland) mit Cooley zusammen. Cooley kaufte dann noch die Marke John Locke and Co. (gegründet 1757, Kilbeggan), die möglicherweise älteste lizenzierte Brennerei der Welt. An deren Standort werden die Brände zum Ausreifen gelagert.
1998 erhielt Cooley die Trophäe der International Wine and Spirit Competition (IWSC) für außerordentliche Leistungen. Begründung: „Diese Auszeichnung an Cooley ist ein Zeichen, dass die Qualität des Irischen Whiskey wirklich wahrgenommen wird. In der 1987 im County Louth gegründeten Brennerei stellt Cooley eine Reihe von Blended und Single Malt Whiskeys her, die sich einen eindrucksvollen Ruf erarbeiteten und die Juroren dazu bewogen, zum ersten Mal in der Geschichte des Wettbewerbes die Trophäe an eine Brennerei zu vergeben.“
Im Dezember 2011 wurde die Brennerei von Jim Beam für 95 Mio. US-$ gekauft. Jim Beam wiederum wurde 2014 vom japanischen Getränkekonzern Suntory aufgekauft. Seitdem zählen auch Cooleys Marken zum Portfolio des neu entstandenen Konzerns Beam Suntory.

## Marken
- Connemara (Peated Single Malt Irish Whiskey)
- The Tyrconnell
- Avoca (1994 für die Warenhauskette Dunnes herausgebracht)[5]
- Single Malt & Grain
  - Locke’s 8 year old Single Malt Irish Whiskey
  - Greenore Single Grain Irish Whiskey
- Blended Whiskey
  - Kilbeggan Irish Whiskey
  - Lockes Premium Blend Irish Whiskey
  - Millars Special Reserve Irish Whiskey
  - Dundalgan Irish Whiskey (Lidl)
  - O’Hara (für Intermarché)[6]
  - 2 Gingers (seit 2011 für den US-Markt)[7][8]
- Speciality Products
  - Inishowen Peated Irish Whiskey
  - Eblana Irish Liqueur
- Limited Editions
  - Tyrconnell Single Malt Limited Edition (1 of 5000 specially numbered bottles)
  - Lockes Malt Limited Edition (1 of 5000 individually numbered bottles)
  - Lockes Rare Malt (1000 bottles)

## Auszeichnungen
- 1998: The IWSC Trophy for Achievement
- Mehrere Gold-, Silber- und Bronzemedaillen der IWSC seit 1995